# Katedra Technologii Informacyjnych Mediów
Katedra Technologii Informacyjnych Mediów – jednostka organizacyjna Wydziału Dziennikarstwa, Informacji i Bibliologii Uniwersytet Uniwersytetu Warszawskiego, która zajmuje się obszarem badawczym zdefiniowanym przez najnowsze technologie, które znalazły zastosowanie w mediach.

## Informacje ogólne
W Katedrze powstały autorskie interdyscyplinarne programy studiów – Logistyka i administrowanie mediów
(specjalność: Technologie Informacyjne Mediów oraz Logistyka i Marketing). Integrują one elementy technologii informacyjnych, ekonomii, marketingu i zarządzania oraz pokrewnych dziedzin, pozwalając swobodnie wykorzystywać media elektroniczne.
Aktualnie studiuje ponad 700 studentów. W letnich szkołach organizowanych przez KTIM brali udział studenci z całej Europy i Chin.
Kształcenie skupia się na przygotowaniu absolwentów do stanowisk kierowniczych, wymagających kreatywnego działania w dynamicznie zmieniającym się technologicznie i organizacyjnie otoczeniu. Tradycją są coroczne konferencje organizowane przez pracowników Katedry, które gromadzą medioznawców, historyków mediów, badaczy związanych z technologiami informacyjnymi oraz badaniami w obszarze ekonomii i zarządzania mediami. Uczestnicy Konferencji prezentują wyniki swoich badań tematycznie związanych z technologiami, monetyzacją, mediami elektronicznymi i analizą Big data. Katedra Technologii Informacyjnych Mediów, poza dydaktyką, zajmuje się także działalnością badawczą.
W Katedrze realizowany jest program badawczy Narodowego Centrum Badań i Rozwoju dotyczący analizy BigData. Metodologia opracowana za pomocą nowatorskich algorytmów umożliwia wyszukiwanie i analizowanie informacji w dużych zasobach danych.

## Współpraca
W kwietniu 2018 r. ruszył program zintegrowanych działań na rzecz rozwoju Uniwersytetu Warszawskiego (ZIP).
Celem programu jest podniesienie jakości nauczania, wzbogacenie oferty studiów doktoranckich, rozwój kompetencji studentów i pracowników oraz usprawnienie i unowocześnienie zarządzania uczelnią. Uniwersytet Warszawski przeznaczył przyznane środki na działania wspierające rozwój uczelni w sposób kompleksowy. Mają one także doprowadzić do wypracowania i wdrożenia mechanizmów ukierunkowanych na doskonałość dydaktyczną oraz doskonalenie procesów zarządzania uczelnią. Program ma przyczynić się do wdrożenia trwałych zmian w funkcjonowaniu uniwersytetu, dostosowanych do potrzeb społeczności akademickiej i uwzględniających aktualne wyzwania społeczno-gospodarcze.
W programie zaplanowano działania skierowane do wszystkich grup stanowiących wspólnotę akademicką: studentów, doktorantów, wykładowców, kadry zarządzającej i pracowników administracji. Program jest współfinansowany przez Unię Europejską ze środków Europejskiego Funduszu Społecznego.

## Kadra
- dr hab. Krzysztof Kowalik[2]
- dr hab. Agata Opolska-Bielańska[2]